# Ioana Aluaș
Ioana Maria Aluaș (născută Dinea; n. 18 iunie 1975, Cluj-Napoca, România) este o judoka română.

## Carieră
Clujeanca a cucerit medalia de aur la Campionatul European de la București din 2004. De asemenea a fost de două ori vicecampioană europeană (2005, 2006) și de trei ori a câștigat medalia de bronz (2000, 2001, 2008). La Universiada din 1995 a câștigat aurul. De două ori a participat la Jocurile Olimpice. La Sydney (2000) a obținut locul 5 și la Atena (2004) s-a clasat pe locul 7.
În 2004 ea a fost decorată cu Ordinul Meritul Sportiv clasa a III-a.